# Suberites domuncula
La spugna del paguro (Suberites domuncula Olivi, 1792) è una spugna della famiglia delle Suberitidae.

## Descrizione
Ha forma globosa, con dimensioni che raggiungono 20 cm di diametro e 3 cm di spessore, e colorazione variabile dal giallo-arancio al beige, raramente blu-violaceo.
Contiene suberitina, una neurotossina che può causare emolisi fatale in varie specie animali.

## Ecologia
Suberites domuncula vive spesso in simbiosi con i paguri Paguristes oculatus e Pagurus arrossor, utilizzando come substrato la loro conchiglia. In questo modo la spugna trae vantaggio ottenendo mobilità dal crostaceo, mentre il paguro evita di essere predato grazie alla tossicità della spugna.
Pur essendo tossica per la gran parte dei pesci questa spugna viene tranquillamente mangiata dalla tartaruga marina Eretmochelys imbricata e dal mollusco nudibranco Dendrodoris limbata.